# Ben Westwood

a Compétitions nationales et continentales officielles uniquement.

b Matchs officiels uniquement.
Ben Westwood, né le 25 juillet 1981 à Bradford, est un joueur anglais de rugby à XIII évoluant au poste de deuxième ligne dans les années 1990 et 2000. Il a été sélectionné en sélection anglaise participant à la coupe du monde 2008 et au Tournoi des Quatre Nations 2009. En club, il a commencé sa carrière aux Wakefield Trinity Wildcats avant de la poursuivre aux Warrington Wolves.

## Palmarès
- Collectif :
  - Vainqueur de la Challenge Cup : 2009, 2010 et 2012 (Warrington).
  - Finaliste du tournoi des Quatre Nations : 2009 et 2011 (Angleterre).
  - Finaliste de la Super League : 2012, 2013, 2016 et 2018 (Warrington).
  - Finaliste de la Challenge Cup : 2016 et 2018 (Warrington).